# Runer Jonsson
Runer Jonsson, né le 29 juin 1916 à Nybro et mort le 29 octobre 2006, est un journaliste et écrivain suédois. Il est le créateur de la série de livres pour enfants Vic le Viking.

## Œuvres littéraires
- Släpp farmor och kusinerna! (1970)
- Vad ger ni för Johan? (1971)
- Göran i riddarskolan (1972)
- Demonstranterna (1978)
- Kung Karls trosspojke (1980)
- Min gode vän Rånaren (1981)
- Jens, jag och unionen (1982)
- Det finns inga matchhjältar (1983)
- Den röda baskern (1993)

## Prix
- Deutscher Jugendliteraturpreis, 1965
- Landstingets kulturpris, 1970
- Litteraturfrämjandets stora pris, 1984
- Emil-priset, 1996